# Селестін Бабаяро
Селестін Бабаяро (англ. Celestine Babayaro, нар. 29 серпня 1978, Кадуна) — нігерійський футболіст, захисник.
Насамперед відомий виступами за клуби «Андерлехт», «Челсі» та «Ньюкасл Юнайтед», а також за національну збірну Нігерії.
Чемпіон Бельгії. Володар Суперкубка Бельгії. Чемпіон Англії. Володар Кубка Англії. Дворазовий володар Кубка англійської ліги. Володар Суперкубка Англії з футболу. Володар Кубка Кубків УЄФА. Володар Суперкубка УЄФА. Володар Кубка Інтертото. У складі збірної — олімпійський чемпіон. 

## Клубна кар'єра
У дорослому футболі дебютував у 1994 році виступами за команду клубу «Андерлехт», в якій провів три сезони, взявши участь у 75 матчах чемпіонату. Більшість часу, проведеного у складі «Андерлехта», був гравцем захисту основного складу команди. За цей час виборов титул чемпіона Бельгії.
Своєю грою за цю команду привернув увагу представників тренерського штабу клубу «Челсі», до складу якого приєднався 1997 року. Відіграв за лондонський клуб наступні вісім сезонів своєї ігрової кар'єри. За цей час додав до переліку своїх трофеїв титул чемпіона Англії, ставав володарем Кубка Англії, володарем Кубка англійської ліги (двічі), володарем Суперкубка Англії з футболу, володарем Кубка Кубків УЄФА, володарем Суперкубка УЄФА.
У 2005 році уклав контракт з клубом «Ньюкасл Юнайтед», у складі якого провів наступні два роки своєї кар'єри гравця. Граючи у складі «Ньюкасл Юнайтед» також здебільшого виходив на поле в основному складі команди. За цей час додав до переліку своїх трофеїв титул володаря Кубка Інтертото.
Завершив професійну ігрову кар'єру у клубі «Ел-Ей Гелексі», за команду якого виступав протягом 2008 року.

## Виступи за збірну
У 1995 році дебютував в офіційних матчах у складі національної збірної Нігерії. Протягом кар'єри у національній команді, яка тривала 10 років, провів у формі головної команди країни лише 26 матчів.
У складі збірної був учасником чемпіонату світу 1998 року у Франції, чемпіонату світу 2002 року в Японії і Південній Кореї, розіграшу Кубка африканських націй 2000 року у Гані та Нігерії, де разом з командою здобув «срібло», розіграшу Кубка африканських націй 2002 року у Малі, на якому команда здобула бронзові нагороди, розіграшу Кубка африканських націй 2004 року у Тунісі, на якому команда здобула бронзові нагороди.

## Титули і досягнення

### Командні
- Чемпіон Бельгії (1):

«Андерлехт»:  1994–95
- Володар Суперкубка Бельгії (1):

«Андерлехт»:  1995
- Чемпіон Англії (1):

«Челсі»:  2004–05
- Володар Кубка Англії (1):

«Челсі»:  1999–00
- Володар Кубка англійської ліги (2):

«Челсі»:  1997–98, 2004–05
- Володар Суперкубка Англії з футболу (1):

«Челсі»:  2000
- Володар Кубка Кубків УЄФА (1):

«Челсі»:  1997–98
- Володар Суперкубка УЄФА (1):

«Челсі»:  1998
- Володар Кубка Інтертото (1):

«Ньюкасл Юнайтед»:  2006
- Чемпіон світу (U-17): 1993
- Олімпійський чемпіон (1):

Нігерія: 1996
- Срібний призер Кубка африканських націй: 2000
- Бронзовий призер Кубка африканських націй: 2002, 2004

### Особисті
Найкращий молодий футболіст року в Бельгії — 1995, 1996